# Lamin
Lamin a nukleoszkeleton (vagy nukleáris lamina) fő alkotó molekuláinak összefoglaló neve. 

## Típusai
Három egymáshoz hasonló fehérje molekulát szoktak összefoglaló néven laminnak nevezni. Ezek a: Lamin A, Lamin B és Lamin C. Egyedül a Lamin B képes a magmembránhoz kötődni, így mindegyik nukleoszkeletális elem rajta keresztül éri el a sejtmembránt.

## Szerepük
- a mag állandó alakjának kialakításában van szerepe
- úgymond utat mutat a kapu transzporthoz való szállítandó molekuláknak.

## LAP-ok
A laminoktól megkülönböztetve a sejtmagban megkülönböztetünk laminokhoz kötődő fehérjéket, un. LAP-okat (lamin associated proteins), amelyek a kromatinnal létesítenek kapcsolatot.